# سیچلاید گورخر
سیچلاید گورخر با نام علمی Crenicichla zebrina گونه ای از خانواده سیچلایدها و بومی آمریکای جنوبی است. این گونه فقط در رودخانه ونتواری، بزرگترین شاخه در حوزه بالایی رودخانه اورینوکو یافت می شود. طول این گونه به ۲۶٫۴ سانتیمتر (۱۰٫۴ اینچ) می رسد . 